# Rasswiet (rejon klecki)
Rasswiet (hist. Giedronowszczyzna; biał. Рассвет; ros. Рассвет) – osiedle na Białorusi, w obwodzie mińskim, w rejonie kleckim, w sielsowiecie Zubki.
W dwudziestoleciu międzywojennym Giedronowszczyzna leżała w Polsce, w województwie nowogródzkim, w powiecie nieświeskim.